# Río Cabra (Córdoba)
El río Cabra es un afluente del río Genil que transcurre en todo su curso por la provincia de Córdoba, España, atravesando las comarcas de la Subbética y de la Campiña Sur. 

## Curso
Nace en Cabra en los límites del parque natural de las Sierras Subbéticas, concretamente en el paraje llamado Fuente del Río, aunque recibe también aportes de algunos arroyos que bajan desde la Sierra de Cabra y, en años muy lluviosos, también desde la llamada Fuente Vieja, muy próxima al nacimiento. En este paraje y su entorno se ha creado una zona de esparcimiento equipada con un parque, auditorio y piscinas públicas de titularidad municipal. 
Se conservan restos de actividad industrial ya desaparecida (Molino de harina y martinete de forja). Desde aquí surge un sistema de acequias (La Vega, Caz alto y Caz bajo) que desvían parte de su agua para abastecer las Huertas Altas de Cabra, mientras que el propio río riega la zona del Pedroso. Discurre bordeando la ciudad que le da nombre y una vez que pasa el puente de Mojardín confluyen de nuevo sus aguas en la zona del antiguo molino del Fondón para adentrarse en las llamadas Huertas Bajas de Cabra y seguidamente en dirección oeste pasando por los términos de Monturque, Aguilar de la Frontera, Montilla y Montalbán hasta desembocar en el río Genil junto al límite con la provincia de Sevilla, cerca de las aldeas de Huertas Bocas del Salado y La Montiela, pertenecientes al municipio de Santaella.
A lo largo de este recorrido de unos 80 kilómetros, recibe el agua de varios arroyos, de régimen irregular, a modo de afluentes como el arroyo Guadalazar y del arroyo de Santa María por su margen izquierdo y derecho respectivamente entre otros.
Las fuentes de este río pudieron servir de abastecimiento a algunas ciudades romanas de la zona, en concreto a la que se ubicaba en los terrenos del actual municipios de Monturque donde se ha hallado el conjunto denominado Cisternas romanas de Monturque que es el mayor sistema de cisternas o cámaras de decantación encontrado en la península Ibérica.

## Integración urbana
A finales de diciembre de 2019 se preveía que  comenzaran unas obras con un presupuesto de 2,5 millones de euros para actuar en el río a su paso por el municipio de Cabra, en una longitud de 4,5 kilómetros, a realizar por la Confederación Hidrográfica del Guadalquivir. Proyecto que se malogró y no se puso en práctica y cuyo objetivo era evitar la intensa presión agrícola, por lo que se expropiarían numerosas naves industriales y se crearían pasarelas peatonales para reconciliar el afluente con el núcleo urbano.
En febrero de 2023, una vez que se dejó caducar este proyecto, el Gobierno, a través de la ministra de Transición Ecológica y Reto Demográfico, Teresa Ribera, en respuesta a una pregunta del senador y alcalde de Cabra Fernando Priego, aseguró que las obras se licitarían en un plazo máximo de 6 meses, aunque reivindicaba la responsabilidad municipal en esta materia.

## Flora y fauna
Cerca del paso del río Cabra junto a Aguilar de la Frontera se encuentra la Reserva Natural de la Laguna de Zóñar cuyo emisario, el arroyo Humbrera, desemboca en el río a través del arroyo de las Salinas.
En las últimas décadas la flora y fauna relacionadas con los cursos fluviales han sufrido un gran deterioro debido a múltiples causas, de todas formas, a lo largo del recorrido del río Cabra encontramos diversos ecosistemas más o menos humanizados o naturales donde la flora característica viene representada por especies como la caña común (Arundo donax), el álamo blanco (Populus alba), el sauce (Salix alba), la zarza (Rubus ulmifolius) o el junco (Juncus effusus).
La fauna aún presente en el río cuenta con especies de aves como el mirlo acuático (Cinclus cinclus), el martín pescador (Alcedo atthis) o la lechuza (Tyto alba). También algunas especies de anfibios, cada vez más escasos, como la rana común (Pelophylax perezi) o el sapo común (Bufo bufo) así como tortugas terrestres (Testudo hermanni y Testudo graeca). A las márgenes del cauce acuden también grandes mamíferos como el jabalí (Sus scrofa) y otros de menor envergadura como el gato montés (Felis silvestris) o el tejón (Meles meles). En cuanto a las especies piscícolas, la trucha (Salmo trutta) se localiza en las aguas más limpias del nacimiento y primer tramo del recorrido del río. También abundan numerosas especies de insectos.

## Regadíos
La actividad humana y económica vinculada al río Cabra ha sido tradicionalmente la del regadío especialmente entre los términos de Cabra y Monturque donde también existían salinas relacionadas con el mismo y cerca de su desembocadura forma parte del sistema de regadío Genil-Cabra. Por otro lado, hay que reseñar el aporte del mismo al abastecimiento humano en Cabra.